# Somatochlora alpestris
Espèce
La Cordulie alpestre ou Chlorocordulie alpestre (Somatochlora alpestris) est une espèce d'insectes odonates anisoptères (libellules) de la famille des Corduliidae, du genre Somatochlora.

## Distribution
Espèce boréo-alpine. Aire de répartition disjointe : nord de la Scandinavie au nord du Japon et massifs montagneux d'Europe centrale. En France, présente dans les Vosges, le Jura et les Alpes.

## Description
- Longueur du corps : 45 à 50 mm.
- Abdomen vert métallique à entièrement noir avec présence d'un anneau blanc entre S2 et S3.
- Yeux bleu-vert.
- Présence de deux nervures transverses entre le triangle et la base des ailes antérieures.

D'après les odonatologues, l'observation de l'animal capturé peut mener à une identification plus sûre vu les variations possibles.

## Habitat
Cette espèce préfère les eaux stagnantes dans les tourbières, landes, toundras.